# Jacques Klein
Jacques Klein (Aracati, 10 de julho de 1930 — Rio de Janeiro, 24 de outubro de 1982) foi um pianista brasileiro.

## Biografia
Nasceu em família de judeus oriunda da Alsácia. O avô, de quem herdou o nome, estabeleceu-se em Aracati por volta de 1870, atuando no comércio de algodão. O pai, Alberto Klein, admirador de música clássica e fundador do Conservatório de Música Alberto Nepomuceno, iniciou-o no gênero musical. Em 1936, a família Klein se mudou para Fortaleza e lá Jacques estudou no conservatório do pai. Três anos depois, a família partiu para o Rio de Janeiro e Klein passou a estudar no Conservatório Brasileiro de Música, onde, na década de 1950, veio a lecionar. Aos treze anos, formou uma banda de jazz, com a qual chegou a se apresentar em lugares como a Rádio Jornal do Brasil. Em 1948, retornou à música clássica e passou a estudar com William Kapell em Nova Iorque. Posteriormente, estudou na Academia de Música de Viena.
Em 1953, conquistou o primeiro lugar no Concurso internacional de execução musical de Genebra, à época considerado o mais importante concurso de música clássica no mundo. Em 1954, participou da Orquestra Filarmônica de Londres. Em 1955, foi eleito o pianista do ano de Londres, recebendo a Medalha Harriet Cohen. Chegou a formar duetos com Salvatore Accardo e Friedrich Gulda. Ensinou na Universidade Federal do Rio de Janeiro e na Universidade de Miami. Foi diretor da Sala Cecília Meireles e da Orquestra Sinfônica Brasileira. Seu trabalho é tido como um marco na Música Popular Brasileira, ao ter composto junto a nomes como Dorival Caymmi. É considerado um dos mais expressivos pianistas brasileiros do século XX. 
Entre seus muitos ex-alunos, estão inclusos Egberto Gismonti, Clelia Iruzun e Arnaldo Cohen.

## Morte
Quando descobriu que tinha câncer, Jacques perdeu 20 quilos, mas seguiu trabalhando. No dia 27 de setembro de 1982, tocou pela última vez no Teatro Municipal, com a Orquestra de Câmara de Moscou. Em 23 de outubro, ele morreu, deixando uma filha, Daniela, e poucas gravações de suas performances. Na época, dirigia pela segunda vez a Sala Cecília Meireles.